# 153 Hilda
153 Hilda (mednarodno ime je tudi 153 Hilda) je asteroid v glavnem asteroidnem pasu. Spada med asteroide tipa P (po Tholenovem načinu) oziroma tip X (po načinu SMASS) . Pripada družini asteroidov Hilda. 

## Odkritje
Asteroid Hilda je odkril Johann Palisa 2. novembra 1875. Imenuje se po hčerki astronoma Theodorja von Oppolzerja.

## Lastnosti
Asteroid 153 Hilda je zelo velik asteroid v zunanjem delu asteroidnega pasu. Ima zelo temno površino, sestavljen je iz snovi, ki je enaka kot v ogljikovih hondritih. Spada v skupino asteroidov, ki jo nekateri imenujejo tudi družina Hilda. Ta skupina v resnici ni prava družina, ker njeni člani ne izvirajo iz enega starševskega telesa kot je to pri ostalih družinah. Asteroidi tvorijo skupine, ker so v orbitalni resonance 2 : 3 z Jupitrom. Asteroid kaže svetlobno krivuljo z majhno amplitudo, kar pomeni, da je asteroid skoraj okrogel.